# سانت کارلس د لا راپیتا
سانت کارلس د لا راپیتا (به اسپانیایی: Sant Carles de la Ràpita) یک شهرستان در اسپانیا است که در تاراگونا واقع شده‌است.

## خصوصیات
سانت کارلس د لا راپیتا ۵۳٫۶۹ کیلومترمربع مساحت و ۱۵٬۵۸۳ نفر جمعیت دارد و ۱۱ متر بالاتر از سطح دریا واقع شده‌است.